# Michael Ammermüller

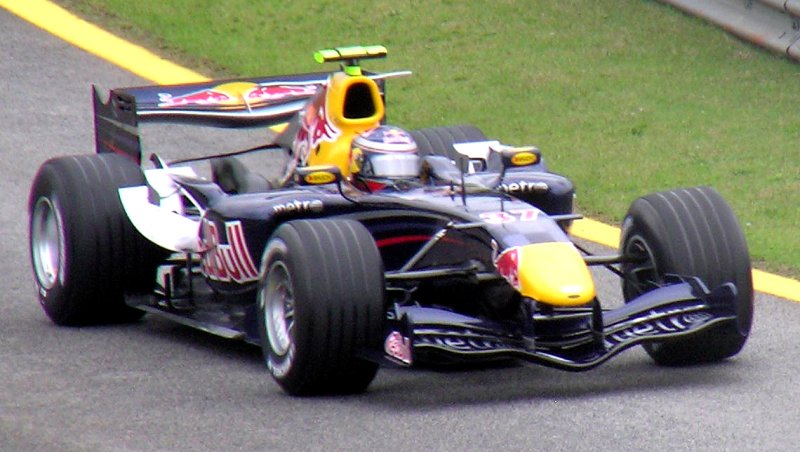
Ammermüller probando el Red Bull RB2 en los entrenamientos libres del Gran Premio de Brasil de 2006.

Michael Ammermüller (Pocking, Alemania; 14 de febrero de 1986) es un piloto de automovilismo alemán. En sus primeros años obtuvo resultados destacados en campeonatos de monoplazas y fue probador de Red Bull Racing en Fórmula 1.
Desde 2010 es piloto de turismos y gran turismos. Ha logrado tres títulos en Porsche Supercup y uno en ADAC GT Masters.

## Carrera deportiva
En 2004, tras su etapa en los karts, Ammermüller participó en la Fórmula Renault Alemana (3.º) y Europea (11.º) con Jenzer Motorsport. Al año siguiente, su subcampeón europeo e italiano de Fórmula Renault.
Ingresó a la GP2 Series para la temporada 2006 con el equipo Arden International, obteniendo una victoria y tres pole position. Para la temporada 2007 es fichado por la escudería bicampeona ART Grand Prix, además de ser contratado como piloto probador en el equipo de F1 Red Bull Racing, pero abandonó la GP2 y disputó unas rondas de Fórmula Renault 3.5 Series y A1 Grand Prix, logrando una victoria en esta última. En 2008, compitió en la Fórmula Master Internacional y quedó tercero en el campeonato, detrás de Chris van der Drift y Fabio Leimer.
Tras un 2009 con poca actividad, Ammermüller se trasladó a las carreras de turismos y gran turismos. Debutó en ADAC GT Masters con Team Rosberg y al dos años después en Porsche Supercup y en Porsche Carrera Cup Alemania con Walter Lechner Racing. En estas últimas se mantuvo hasta 2019, periodo en el cual logró tres títulos en la serie internacional (2017-2019) y tres subcampeonatos alemanes. En 2020 volvió a ADAC GT Masters con SSR Performance conduciendo un Porsche 911 GT3 R junto a Christian Engelhart.

## Resultados

### Fórmula 1
(Clave) (negrita indica pole position) (cursiva indica vuelta rápida)

| Año     | Escudería       | 1   | 2   | 3   | 4   | 5   | 6   | 7   | 8   | 9   | 10  | 11  | 12  | 13  | 14  | 15  | 16     | 17     | 18     | Pos. | Puntos |
| ------- | --------------- | --- | --- | --- | --- | --- | --- | --- | --- | --- | --- | --- | --- | --- | --- | --- | ------ | ------ | ------ | ---- | ------ |
| 2006    | Red Bull Racing | BHR | MYS | AUS | SMR | EUR | ESP | MON | GBR | CAN | USA | FRA | GER | HUN | TUR | ITA | CHN TD | JPN TD | BRA TD |      |        |
| Fuente: |                 |     |     |     |     |     |     |     |     |     |     |     |     |     |     |     |        |        |        |      |        |

### GP2 Series
(Clave) (negrita indica pole position) (cursiva indica vuelta rápida puntuable)

| Año  | Escudería           | 1   | 1   | 2   | 2   | 3   | 3   | 4   | 4   | 5   | 5   | 6   | 6   | 7   | 7   | 8   | 8   | 9   | 9   | 10  | 10  | 11  | 11  | Pos. | Puntos | Ref.  |
| ---- | ------------------- | --- | --- | --- | --- | --- | --- | --- | --- | --- | --- | --- | --- | --- | --- | --- | --- | --- | --- | --- | --- | --- | --- | ---- | ------ | ----- |
| 2006 | Arden International | VAL | VAL | IMO | IMO | NÜR | NÜR | BAR | BAR | MON | MON | SIL | SIL | MAG | MAG | HOC | HOC | BUD | BUD | EST | EST | MNZ | MNZ | 11.º | 25     | [ 4 ] |
| 2006 | Arden International | 7   | 1   | 2   | Ret | 10  | 6   | 3   | 8   | 7   | 7   | Ret | Ret | 12  | 8   | 9   | Ret | Ret | 11  | 13  | Ret | 12  | Ret | 11.º | 25     | [ 4 ] |
| 2007 | ART Grand Prix      | SAK | SAK | BAR | BAR | MON | MON | MAG | MAG | SIL | SIL | NÜR | NÜR | BUD | BUD | EST | EST | MNZ | MNZ | SPA | SPA | VAL | VAL | 26.º | 1      | [ 5 ] |
| 2007 | ART Grand Prix      | 10  | 7   |     |     |     |     | Ret | 19  | 10  | 12  |     |     |     |     |     |     |     |     |     |     |     |     | 26.º | 1      | [ 5 ] |

### Porsche Supercup
(Clave) (negrita indica pole position) (cursiva indica vuelta rápida)

| Año     | Escudería                  | 1       | 2      | 3      | 4       | 5       | 6       | 7       | 8     | 9      | 10    | 11    | Pos. | Puntos |
| ------- | -------------------------- | ------- | ------ | ------ | ------- | ------- | ------- | ------- | ----- | ------ | ----- | ----- | ---- | ------ |
| 2012    | Veltins Lechner Racing     | BHR 4   | BHR 15 | MON 6  | VAL Ret | SIL 7   | HOC 2   | HUN 2   | HUN 4 | SPA 8  | MNZ 9 |       | 6.º  | 102    |
| 2013    | Walter Lechner Racing      | CAT 3   | MON 3  | SIL 2  | GER 5   | HUN 14  | SPA 5   | MNZ 2   | UAE 6 | UAE 8  |       |       | 3.º  | 115    |
| 2014    | Lechner Racing Team        | CAT DNS | MON 3  | RBR 5  | SIL 5   | GER 5   | HUN 5   | SPA Ret | MNZ 5 | USA 2  | USA 1 |       | 3.º  | 114    |
| 2015    | Lechner Racing Middle East | CAT 1   | MON 5  | RBR 9  | SIL 3   | HUN 7   | SPA Ret | SPA 6   | MNZ 3 | MNZ 3  | USA C | USA 2 | 3.º  | 124    |
| 2016    | Lechner MSG Racing Team    | CAT 5   | MON 3  | RBR 9  | SIL 13  | HUN 3   | HOC 6   | SPA 5   | MNZ 2 | USA 4  | USA 5 |       | 4.º  | 129    |
| 2017    | Lechner MSG Racing Team    | CAT 1   | CAT 1  | MON 1  | RBR 2   | SIL 2   | HUN 1   | SPA 3   | SPA 2 | MNZ 10 | MEX 2 | MEX 2 | 1.º  | 193    |
| 2018    | BWT Lechner Racing         | CAT 1   | MON 2  | RBR 7  | SIL 2   | HOC 3   | HUN 6   | SPA 6   | MNZ 2 | MEX 2  | MEX 3 |       | 1.º  | 153    |
| 2019    | BWT Lechner Racing         | CAT 3   | MON 1  | RBR 2  | SIL 6   | HOC Ret | HUN 1   | SPA 8   | MNZ 2 | MEX 1  | MEX 1 |       | 1.º  | 150    |
| 2022    | SSR Huber Racing           | IMO 12  | MON 6  | SIL 16 | RBR 14  | LEC 21  | SPA     | ZND     | MNZ   |        |       |       | 16.º | 19     |
| Fuente: |                            |         |        |        |         |         |         |         |       |        |       |       |      |        |